# Vegetação do Equador

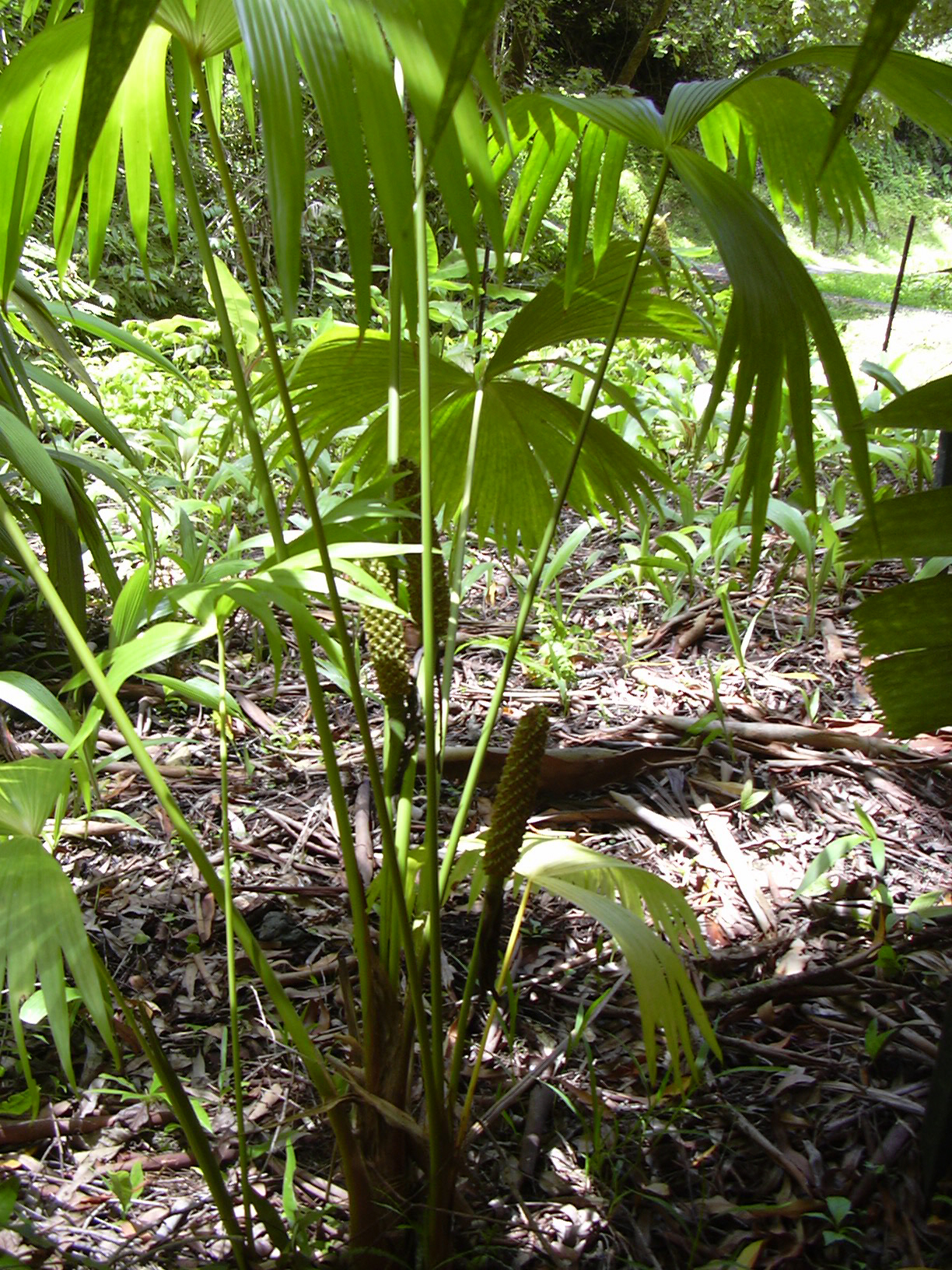
Carludovica palmata.

A Vegetação do Equador apresenta variações decorrentes dos contrastes climáticos. As planícies do Oriente e do Guayas e a costa norte são cobertas de floresta tropical rica em árvores de grande porte, epífitas e lianas. Ao longo da costa do Pacífico, a partir do Esmeraldas, a floresta desaparece, dando lugar a uma vegetação arbustiva decídua e onde ocorrem palmeiras como a jarina (Phytelephas macrocarpas), cujo coco é usada na fábrica de botões, e a planta Carludovica palmata que produz a fibra dos chamados chapéus tipo panamá. As montanhas — até a altitude de 1.500m — são cobertas de espessa floresta. Acima desse limite até o máximo de 3.000 m, predomina a ceja de la montaña, vegetação compacta coberta de musgo. Daí até as regiões das neves eternas estendem-se os prados.